# 王吉儒
王吉儒（1909年—2012年），又名王潔，上海琴家，祖籍無錫，號雪浪山嫻樵。古琴師從吳浸陽、虞山吳派吳景略、梅庵派徐立孫等琴家。在古琴之外亦擅長崑曲。

## 生平
王吉儒之住處是當時上海許多文化人的聚會地點，由於其為今虞琴社成員，因此也常作為今虞琴社排練之用，琴家張子謙、查阜西、姚丙炎、顧梅羹、孫宗彭、徐立孫、吳景略、郭同甫等人經常造訪。
為上海崑曲研習社社員，曾和張嫻（周傳瑛夫人）等人至張元濟家演唱。
曾於1980年的第九屆上海之春「今虞琴社古琴、弦歌、琴劍專場音樂會」上獨奏〈醉漁唱晚〉。
其夫婿嚴隽培畢業於耶魯大學藝術系，精於斲製和修復古琴，曾修復查阜西的名琴「一池波」。琴家吳自英為王吉儒和嚴隽培之學生。

## 作品

### 錄音
- 有〈水仙操〉、〈鳳求凰〉、〈秋風詞〉等三曲收錄於《絲桐神品》。[2]